# Тимчасовий уряд національної єдності
Тимчасовий уряд національної єдності (пол. Tymczasowy Rząd Jedności Narodowej, TRJN) — маріонетковий уряд, утворений 28 червня 1945 року декретом Вітчизняної народної ради (пол. Krajowa Rada Narodowa, KRN) в результаті переформатування заснованого Польською робітничою партією (пол. Polska Partia Robotnicza, PPR) та підтримуваного Радянським Союзом Тимчасового уряду Республіки Польща шляхом долучення політиків із вузького політичного кола колишнього прем'єр-міністра польського уряду у вигнанні в Лондоні Станіслава Миколайчика. Їхнє включення послужило виправданням західним союзникам у мовчазному схваленні доконаного факту входження Польщі до радянської сфери впливу та легітимізації уряду у Варшаві за одночасної відмови від визнавання польського еміграційного уряду в Лондоні. Маріонетковий уряд, за яким також закріпилися назви «Люблінський комітет», «Люблінські поляки» або «Люблінський уряд», здобув визнання усіх союзницьких урядів того часу.

## Передісторія

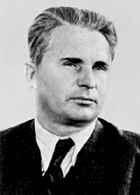
Прем'єр-міністр
Едвард Осубка-Моравський

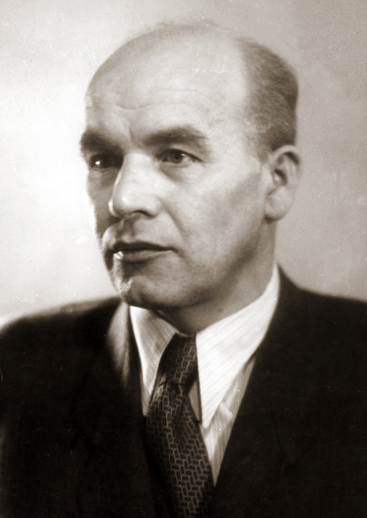
Віцепрем'єр-міністр і
генеральний секретар
ПРП Владислав Гомулка

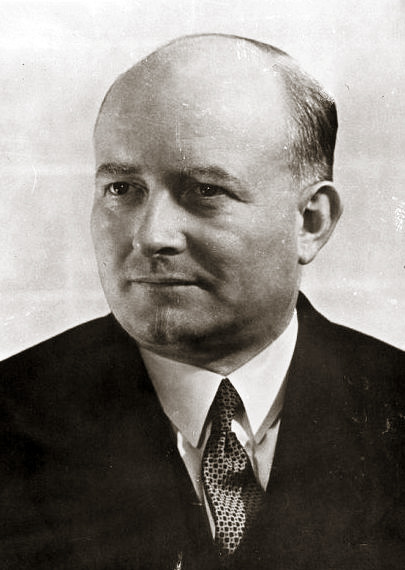
Віцепрем'єр-міністр
Станіслав Миколайчик

Коли в 1939 році Польщу завоювала Німеччина, у Парижі було створено новий польський уряд у вигнанні, який після нацистського вторгнення у Францію 1940 року переїхав у Лондон. Уряд у вигнанні, визнаний британським урядом, контролював головну польську силу опору — Армію Крайову. 
У 1943 році Польська робітнича партія та деякі інші ліві групи опору сформували польський уряд у вигляді Крайової Ради Народової (Вітчизняної народної ради), суперничаючи в цьому з урядом у вигнанні. У липні 1944 року Крайова Рада Народова проголосила на відвойованій радянськими військами у Німеччини території Польський комітет національного визволення («Люблінський комітет»). Лондонський уряд у вигнанні це засудив, але був безсилий протидіяти, особливо після того, як Армія Крайова була знекровлена під час Варшавського повстання 1944 року.
На Польщу не поширювалася «угода про відсотки». Незважаючи на перейменування Польського комітету національного визволення на Тимчасовий уряд Республіки Польща, Сталін на Ялтинській конференції в лютому 1945 року пообіцяв вільні вибори в Польщі, що суперечило його попередній заявленій позиції. На той час радянські війська захопили майже всю Польщу, забезпечуючи там собі і Крайовій Раді Народовій дієвий контроль території. США та Британія мовчки прийняли це в Ялті в обмін на обіцянку Сталіна про вільні вибори у Польщі. Еміграційний уряд залежав від підтримки британського та американського урядів, які не збагнули комуністичних замірів і тиснули на уряд в екзилі, щоб той співпрацював із Крайовою Радою Народовою. Польський уряд у вигнанні все ще намагався стояти на своєму, але зіткнувся з ігноруванням його позиції. Прем'єр-міністр 1943—1944 років Станіслав Миколайчик із групою однодумців порвали з рештою уряду вигнанців і почали шукати спільної мови з комуністами.

## Утворення і склад
Уряд виник у результаті перемовин у Москві з 17 по 21 червня 1945 року між ПРП (польськими комуністами), Радянським Союзом і Миколайчиком, який створив Польське Стронніцтво Людове (пол. Polskie Stronnictwo Ludowe «Польська народна партія») як політичний засіб для своєї участі. Стронніцтво було центристською організацією, що продовжила довоєнний польський аграрний рух. Передвоєнне Стронніцтво Людове теж підтримало Миколайчика.
Керівництво уряду складалося з:
прем'єр-міністра Едварда Осубки-Моравського (Польська соціалістична партія)
віцепрем'єр-міністра, міністра відвойованих територій Владислава Гомулки (ПРП)
віцепрем'єр-міністра, міністра сільського господарства та аграрної реформи Станіслава Миколайчика (Польське Стронніцтво Людове)
Весь уряд складався з:
- 7 міністрів від ПРП
- 6 міністрів від соціалістичної партії
- 3 міністрів від Стронніцтва Людового
- 3 міністрів від Польського Стронніцтва Людового
- 2 міністрів від Стронніцтва Демократичного.

Уряд у вигнанні цей уряд не визнав.

## Подальші події
21 червня колишнього командувача польської Армії Крайової генерала Леопольда Окулицького засудили в Москві на 10 років ув'язнення за нібито диверсію проти радянської армії. Подібні вироки отримали ще з десяток поляків на «Процесі над шістнадцятьма». 24 грудня 1946 року Окулицький помер у Бутирській тюрмі.
Ще 21 квітня Тимчасовий уряд Республіки Польща підписав з СРСР Договір про дружбу, взаємодопомогу і співробітництво, який установлював дружні відносини з Радянським Союзом і прив'язував Польщу до Східного блоку. Договір продовжив дію за Тимчасового уряду національної єдності.
5 липня 1945 року цей уряд визнали Сполучені Штати. Невдовзі його також визнали інші великі члени антигітлерівської коаліції — Франція та Сполучене Королівство. Ватикан не визнав його.
6 липня, коли ще польський уряд у вигнанні зберігав свою діяльність, США і Велика Британія офіційно відкликали його визнання.
10 липня Осубка-Моравський оголосив про виселення всіх німців із Польщі.
З 17 липня по 2 серпня 1945 року делегація Тимчасового уряду національної єдності взяла участь у Потсдамській конференції.
16 серпня у Москві було підписано радянсько-польський договір про кордон. До кінця серпня Польща погодилася передати східні краї Радянському Союзу та офіційно визнала східний кордон на основі дещо зміненої лінії Керзона.
16 жовтня делегати Тимчасового уряду національної єдності підписали Статут Організації Об'єднаних Націй, і Польща стала членом ООН.
Обіцяні цим урядом «вільні та чесні» вибори були відкладені, поки комуністи не переконаються, що вони можуть контролювати виборчий процес. Тим часом вони посилювали репресії проти опозиціонерів, яких підкуповували, погрожували, ставили поза законом чи навіть убивали. За словами Гомулки, метою комуністів було стати «гегемоном нації», в чому їх ніщо не зупинить. 30 червня 1946 року вони випробували силу свого контролю під час референдуму 3xTAK, сфальсифікувавши результати та заявивши про підтримку на рівні 68%.
Двома великими реформаторськими кроками, зробленими Тимчасовим урядом національної єдності, стали декрет про націоналізацію та трирічний план (1947—1949 рр.). Обидві події датовані 1946 роком. Декрет про націоналізацію давав уряду владу над кожним підприємством, на якому працювало понад 50 осіб; до кінця року 90% промисловості країни опинилося під управлінням уряду.

## Розпуск
На польських парламентських виборах у січні 1947 року перевагу здобули комуністи. На зміну Крайовій Раді Народовій прийшов Законодавчий сейм, який призначив новий уряд на чолі з Юзефом Циранкевичем. 19 січня 1947 року Тимчасовий уряд національної єдності розпустили, передаючи його повноваження цьому новому уряду.

## Додаткова література
- Davies, Norman, 1982 and several reprints. God's Playground. 2 vols. New York: Columbia Univ. Press. ISBN 0-231-05353-3 and ISBN 0-231-05351-7